# Восточновеликопольские говоры

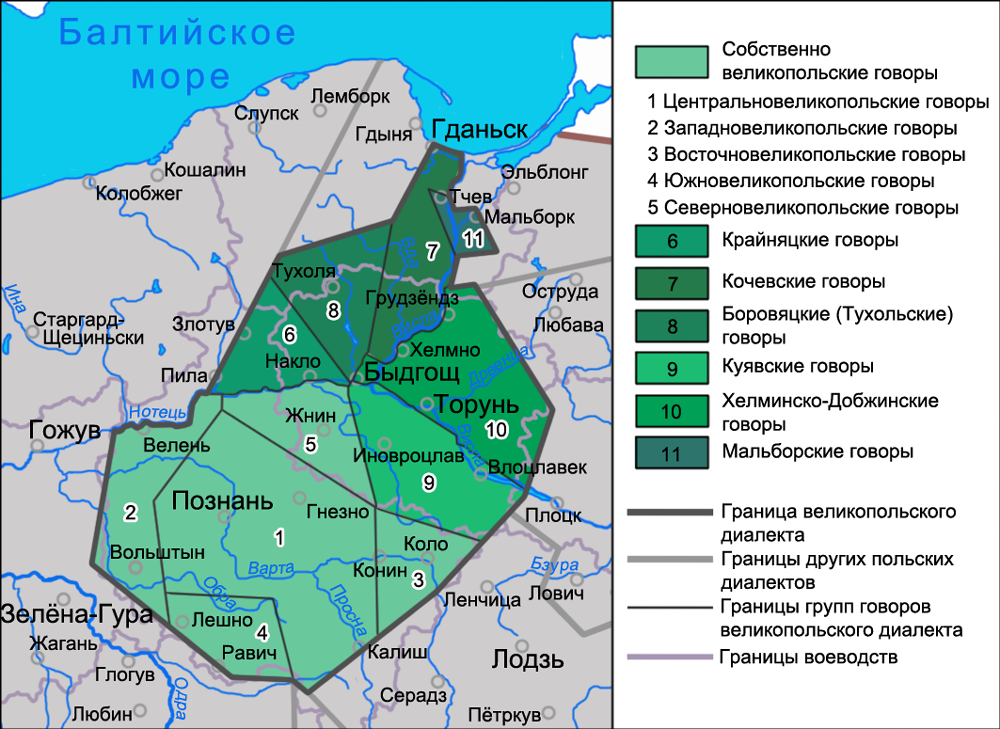
Восточновеликопольские говоры на карте великопольского диалекта

Восточновеликопо́льские го́воры (пол. gwary wschodniowielkopolskie) — группа говоров великопольского диалекта, распространённых на юго-востоке Великопольского воеводства. Являются частью собственно великопольских говоров.
Восточновеликопольские говоры размещены в юго-восточной части ареала великопольского диалекта на границе с малопольскими серадзкими и ленчицкими говорами. В восточновеликопольских говорах отмечаются общие черты с распространёнными к северу от них куявскими говорами. В отличие от ареалов всех остальных собственно великопольских говоров ареал восточновеликопольских в XIX — начале XX века не был включён в состав Пруссии, бо́льшая часть его входила в российскую часть Польши — царство Польское.

## Вопросы классификации
В одной из первых классификаций польских диалектов, составленной К. Ничем и представленной на карте 1919 года, бо́льшая часть ареала восточновеликопольских говоров (между городами Калиш и Коло) была включена в центральное наречие (пол. narzecze centralne). В большинстве остальных классификаций восточновеликопольские говоры включаются польскими диалектологами в состав великопольского диалекта. Как отдельный диалектный регион в составе великопольского диалекта, восточновеликопольские говоры отмечаются в классификации К. Нича, представленной в работе Wybór polskich tekstów gwarowych (1957), в которой они выделяются как говоры пограничья с Куявами (пол. pogranicze Kujaw); также как отдельный диалектный регион Восточная Великопольша (пол. Wielkopolska wschodnia) рассматривается в классификациях С. Урбанчика; Моники Грухмановой (Monika Gruchmanowa) — как и К. Нич она выделяет восточный диалектный регион под названием Пограничье с Куявами (пол. Pogranicze Kujaw); Зенона Соберайского (Zenon Sobierajski) и других диалектологов. В каждой из классификаций говоров великопольского диалекта отмечаются различия в очертании ареала восточновеликопольской группы говоров.
Восточновеликопольские говоры характеризуются теми же основными языковыми признаками, по которым К. Нич выделил великопольский диалект — отсутствием мазурения и наличием звонкого типа межсловной фонетики.

## Область распространения
Восточновеликопольские говоры распространены на востоке ареала собственно великопольских говоров и на юго-востоке ареала всего великопольского диалекта. Они занимают территорию в юго-восточной части Великопольского воеводства в районах городов Конин, Коло, Голина, Гжегожев, Тулишкув, Турек, Зберск и других. С севера восточновеликопольские говоры граничат с куявскими говорами великопольского диалекта, с северо-запада — с северновеликопольскими говорами. С юга и юго-востока к восточновеликопольским примыкают малопольские серадзкие и ленчицкие говоры, с запада — центральновеликопольские говоры.

## Особенности говоров
Для восточновеликопольских говоров характерны все диалектные явления собственно великопольских говоров, в том числе и типичные западнонопольские и южнопольские диалектные черты, а также характерны специфические местные языковые особенности. В отличие от других групп собственно великопольских говоров в восточновеликопольской группе местные диалектные отличия выражены слабее. Одним из типичных восточновеликопольских говоров является говор села Сплаве (Spławie), в котором отмечаются следующие диалектные черты:
1. Отсутствие мазурения[17].
2. Распространение звонкого типа сандхи: szeź‿arów (польск. литер. sześć arów «шесть аров»)[18].
3. Отсутствие дифтонгов на месте исторически долгих гласных ā и ō, а также наличие на месте ē гласных i/y, объединяющие восточновеликопольские говоры с куявскими: śywnik (литер. siewnik «сеялка»)[19]. Континуанты исторически долгих ā и ō отличаются узким образованием: на месте долгого ā произносится o — pora (литер. para «пар», «пара»)[20], на месте ō произносится u — jednygu (литер. jednego «одного»)[21].
4. В отличие от большинства собственно великопольских говоров, в которых на месте y на конце слова представлен звук yi̯, в восточновеликопольских говорах произносится y, как и в литературном языке: dobry (литер. dobry «хороший»), mamy (литер. mamy «у нас есть») и т. п. На остальной части Великопольши: dobryi̯ (литер. dobry «хороший»), momyi̯ (литер. mamy «у нас есть») и т. п.[22]
5. Лабиализация гласного o в начале слова: u̯owies (литер. owies «овёс»)[23].
6. Узкое произношение носовых гласных:
  - Носовой гласный переднего ряда ę сужается до y носового: głymboko (литер. głęboko «глубоко»), ćynżko (литер. ciężko «тяжело») и т. п. Аналогично изменяется e в группе ĕN, совпадая с качеством носового переднего ряда: siedym (литер. siedem «семь»)[24]. На конце слова произношение деназализованного e как в литературном языке[25].
  - Гласный ą (носовой заднего ряда) сужается до ų, un: podłunczali (литер. podłączali «(они) подключали»), mųż (литер. mąż «муж») и т. п. В сочетании aN произносится гласный, совпадающий по качеству с носовым заднего ряда: mum (литер. mam «у меня есть»), momy (литер. mamy «у нас есть») и т. п.[24] На конце слова произношение носового как um: sum (литер. są форма глагола «быть» во множественном числе настоящего времени)[25][26].
7. В интервокальном положение звук u̯ (ł) произносится с ослабленной артикуляцией или даже редуцируется (чаще всего в формах глаголов прошедшего времени): osiwiaa (литер. osiwiała «поседела»).
8. Упрощения сочетания согласных -ższ- в степенях сравнения прилагательных: wyszy (литер. wyższy «более высокий»).
9. Произношение на месте групп согласных -chrz-, -pch-, -kt- литературного языка сочетаний -krz-, -pk-, -cht-: krzan (литер. chrzan «хрен»), krześniak (литер. chrześniak «крестник»), pkać (литер. pchać «толкать», «пихать»), chtóry (литер. który «который») и т. п.
10. Наличие окончания -m в формах глаголов 1-го лица множественного числа прошедшего времени: podłonczylim (литер. podłączyliśmy «(мы) подключали»). Данная черта характерна для соседних с северновеликопольскими куявских говоров.
11. Наличие окончания -ta (бывшего показателя двойственного числа) в формах глаголов 2-го лица множественного числа настоящего времени: robita (литер. robicie «делаете»), siedzita (литер. siedzicie «сидите») и т. п. Наличие данной глагольной формы сближает восточновеликопольские говоры с куявскими, противопоставляя их остальным собственно великопольским говорам.